# 猿投東インターチェンジ
猿投東インターチェンジ（さなげひがしインターチェンジ）は、愛知県豊田市猿投町にある猿投グリーンロードのインターチェンジである。
名古屋方面のみの出入口であり、入ると終点の八草ICまで出口がない。

## 接続する道路
- 愛知県道13号豊田多治見線

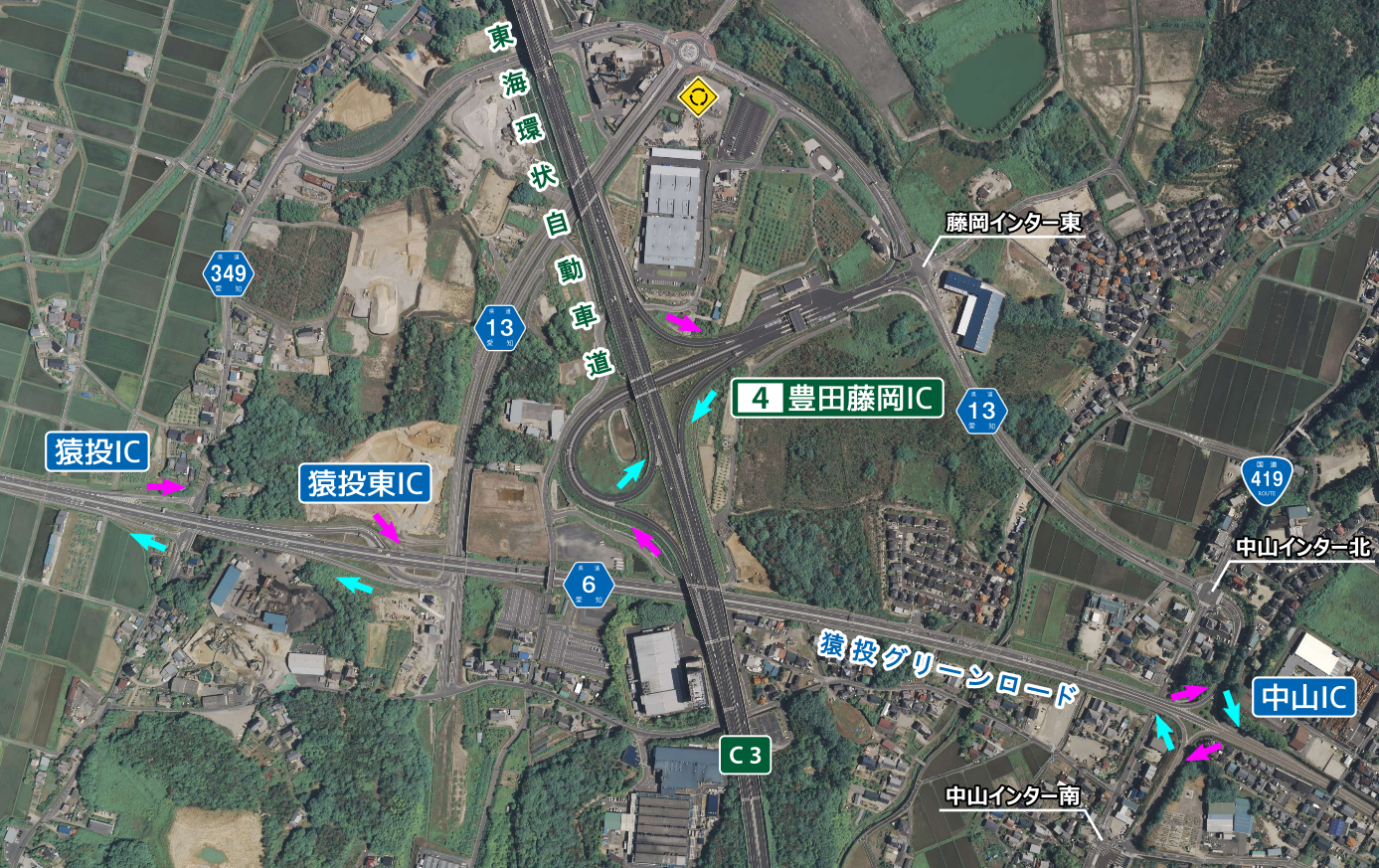
猿投東IC周辺 帰属：国土交通省「国土画像情報（カラー空中写真）」配布元：国土地理院地図・空中写真閲覧サービス

## 周辺
- 東海環状自動車道豊田藤岡IC

## 隣のインターチェンジ
猿投グリーンロード
猿投IC - 猿投東IC - 中山IC